# 砺波市温水プール
砺波市温水プール（となみしおんすいプール、愛称、チューリッププール）は、富山県砺波市柳瀬241番地に所在する公立の屋内プール施設である。

## 概要
1998年5月に着工、1999年7月15日、富山県西部体育センターと同日に完成した。
2018年4月1日から2023年3月31日までの5年間、特定非営利活動法人SEIBUスポーツクラブが、指定管理者として指定された。

## 施設
下記の施設はすべて屋内にある。

### プール
- 25mプール
  - 6コース、車椅子スロープ付き　水深1.2m。
- 幼児用プール
  - 4m×5m　水深0.6m。

### その他
- 更衣室
  - 更衣ロッカー198人分、シャワーブース、洗面化粧台、温浴槽、冷暖房完備。
- ラウンジ
- 会議室